# Cung điện Kensington
Cung điện Kensington là một nơi cư trú và khu dân cư hoàng gia của Vương thất Anh. Cung điện được bao bọc trong khuôn viên của Vườn Kensington, thuộc Khu hoàng gia Kensington và Chelsea ở Luân Đôn, Anh.
Trong hơn bảy mươi năm và có tầm quan trọng lịch sử to lớn, Cung điện Kensington là nơi ở yêu thích của các vị vua kế vị cho đến năm 1760. Đây cũng là nơi sinh và là ngôi nhà thời thơ ấu của Victoria của Anh.

## Lịch sử Cung điện Kensington

### Từ thời William III và Nữ vương Mary II

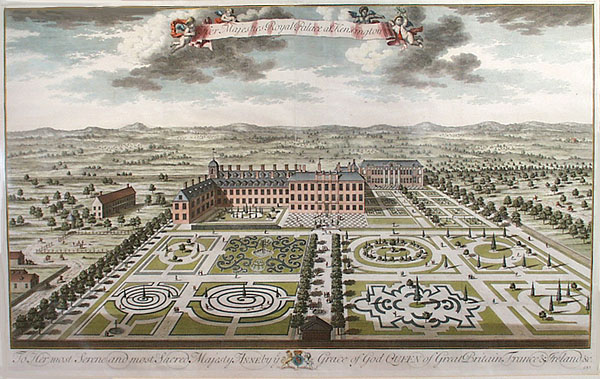
Cung điện Kensington và Khu vườn của nó, khoảng những năm 1720 (nhìn từ phía Nam).

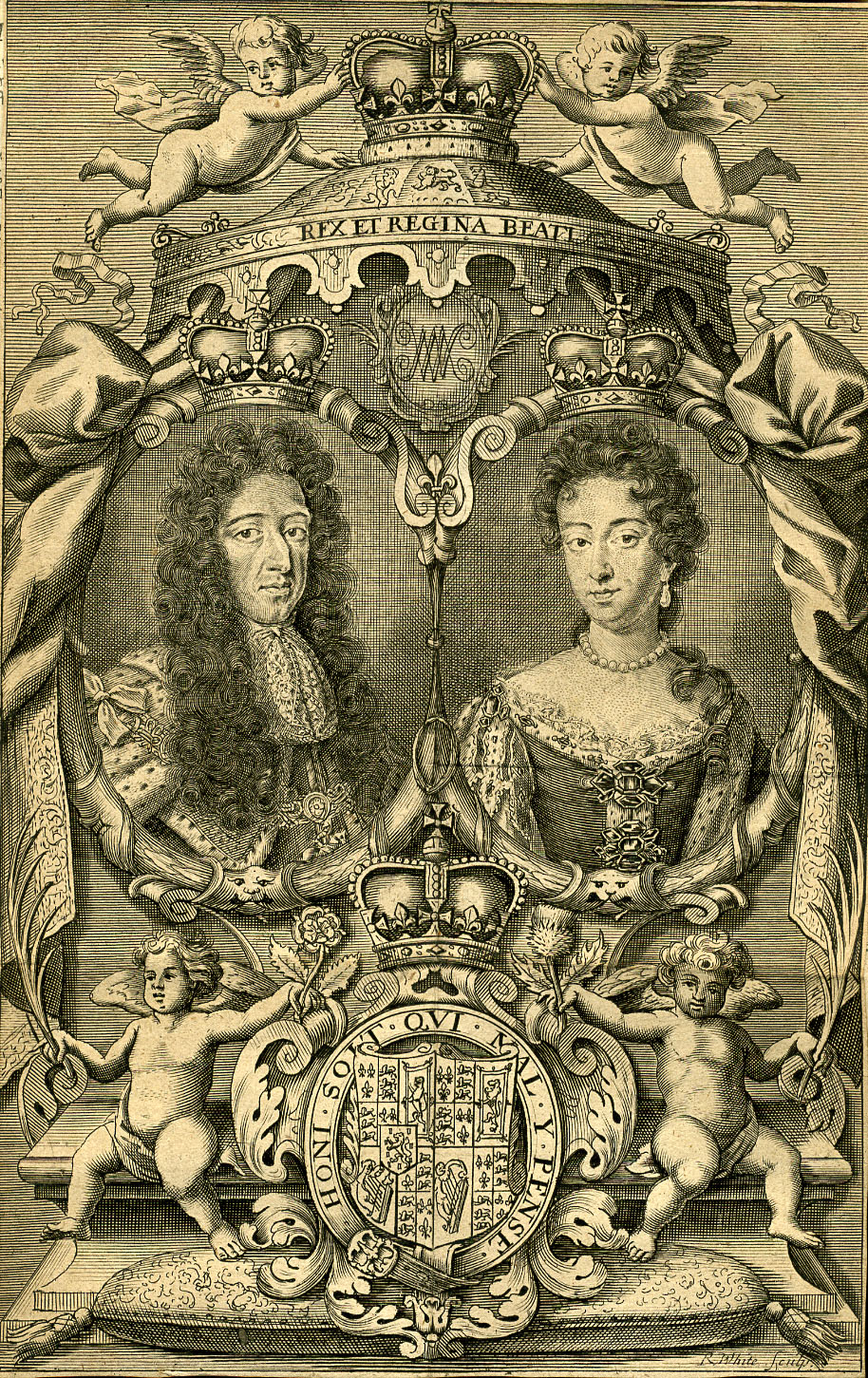
William III và Nữ vương Mary II, người đã tạo ra Cung điện Kensington.

Cung điện Kensington ban đầu được xây dựng từ năm 1614-1620, khi George Coppin thiết kế một trang viên khiêm tốn trong khuôn viên. Sau đó, nó được Heneage Finch, Bá tước đầu tiên của Nottingham, mua vào một ngày sau đó, và trang viên được đặt tên là Nottingham House (sau này được biết đến như lâu đài Nottingham).
Nottingham House tiếp tục được rao bán bởi Daniel Finch, Bá tước thứ hai của Nottingham, ông là Ngoại trưởng từ năm 1689 đến năm 1693.
Đó là mùa hè vào năm 1689, William Đệ tam bị bệnh hen suyễn, vì vậy, ông quyết định mua một ngôi nhà ở nông thôn, để tránh xa tiếng ồn, bụi bẩn và khỏi đám đông dân chúng tại Luân Đôn. Lúc bấy giờ, Cung điện Whitehall không phải là một nơi thuận tiện hay lành mạnh để cư ngụ và thay vào đó, Nottingham House không chỉ có một khu vườn lớn để tận hưởng những buổi chiều nhàn hạ mà nó còn có không gian để cải thiện và cơ hội tạo ra điều gì đó đặc biệt.
Và một lần nữa từ năm 1702 đến năm 1704, William Đệ tam và Nữ vương Mary đã mua lại Nottingham House với số tiền 20.000 bảng Anh (khoảng 4 triệu bảng Anh ngày nay) tại làng Kensington. Cặp vợ chồng trẻ sau đó đã được thúc đẩy xây dựng với người khảo sát Công việc của Vua ở bên cạnh họ, dưới sự trợ giúp từ kiến trúc sư Sir Christopher Wren. Wren được ủy nhiệm giám sát việc mở rộng công trình, và sau đó nó trở thành nơi ở chính thức của hoàng gia.
Wren giữ nguyên lớp vỏ của ngôi nhà cũ nhưng mở rộng thêm ba gian nhà để làm duyên dáng ở bốn góc, một lối vào mới ở mặt tiền phía tây, một dãy phòng hẹp ở phía nam, nhà bếp mới và một tháp đồng hồ nối với một cổng vòm ở phía tây của tòa án lớn. Chúng có ván gỗ Sồi và gỗ Óc chó êm dịu, đồ nội thất và tranh đẹp thuộc Bộ sưu tập Hoàng gia và phần còn lại của đồ sứ màu xanh và trắng trong mang 'phong vị Trung Hoa' mà Nữ hoàng Mary yêu thích. Chính bà là người đã mang đồ gốm sứ từ Hà Lan đến và do đó nó đã bắt đầu cơn sốt gọi là 'China Mania'.
Năm 1694, Nữ hoàng Mary qua đời vì bệnh đậu mùa tại Kensington. Chồng bà sống ở đó một mình cho đến năm 1702. Khi đang cưỡi ngựa tại Cung điện Hampton Court, ông bị ngã ngựa và chết tại Kensington không lâu sau đó, William Đệ tam băng hà vì bệnh viêm phổi.
Trong hơn bảy mươi năm, kể từ thời của William và Mary trở đi, Cung điện Kensington đóng vai trò là nơi tiếp đón các Quân vương, mặc dù các văn phòng và vị trí chính thức của Tòa án vẫn là Cung điện St. James kể từ thế kỷ 17.

### Từ thời Nữ hoàng Anne

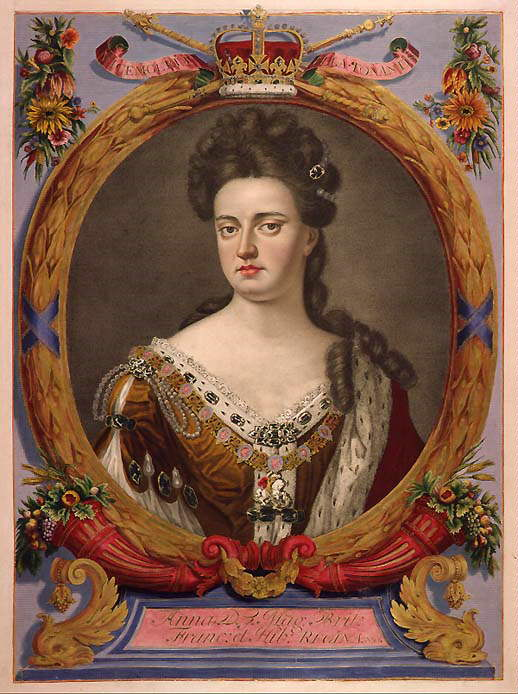
Nữ vương Anne khi là Vương tử phi của Đan Mạch

Quân chủ mới cai trị tiếp theo là Nữ vương Anne cũng đã có những thay đổi. Bà đã đặt Cung điện Kensington thành nơi cư trú Hoàng gia chính thức của mình cho đến khi qua đời.
Nữ vương Anne đã gợi ý cho kiến trúc sư Nicholas Hawksmoor xây dựng Orangery vào năm 1704. Mặt khác, sự đóng góp đáng chú ý của Nữ vương Anne đối với cung điện Kensington là những khu vườn. Henry Wise được bổ nhiệm ông vào chức vụ Người làm vườn Hoàng gia, đã tạo ra khu vườn chính thức baroque rộng 30 mẫu Anh (121.000 m²) cũng như các khu vườn xung quanh cung điện. Nữ hoàng Anne cũng tạo ra một đàn hươu cho riêng mình.

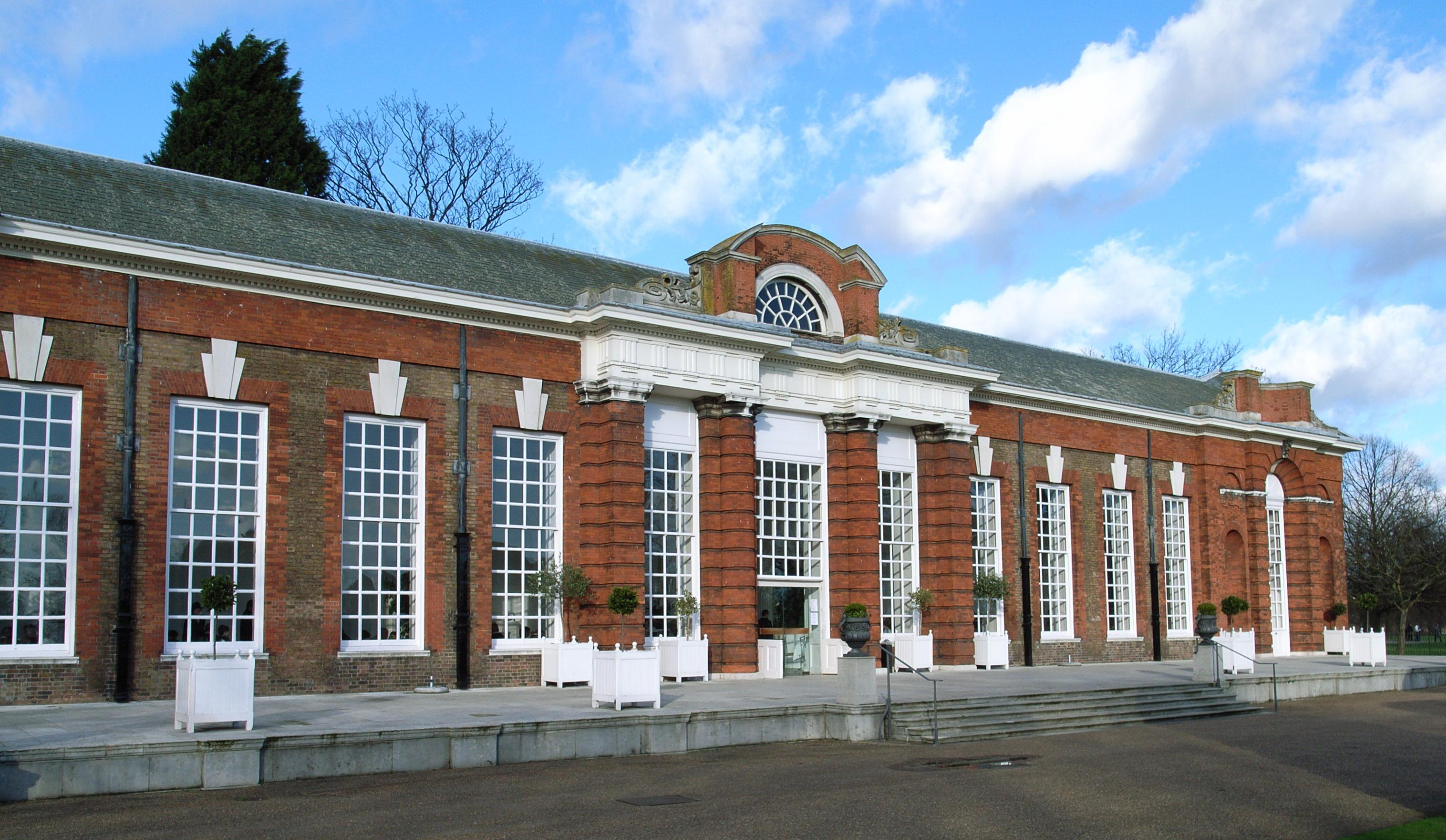
Nhà Orangery (1704-5) trong khuôn viên của Cung điện Kensington, được xây dựng bởi Nicholas Hawksmoor.

Cung điện Kensington cũng là nơi diễn ra cuộc tranh cãi cuối cùng giữa Nữ vương Anne và Sarah, Nữ công tước Marlborough. Sarah nổi tiếng là người thẳng thắn và lôi kéo, ghen tị với sự chú ý mà Anne đã dành cho Abigail Masham, Nữ tước của Masham. Trước đó, cùng với những hành động thiếu tế nhị của Sarah trước cái chết của chồng Anne, là Vương tử Jørgen của Đan Mạch, khi ông đã qua đời tại Cung điện Kensington vào tháng 10 năm 1708.
Tình bạn giữa họ đột ngột kết thúc vào ngày 6 tháng 4 năm 1710, khi cả hai gặp nhau lần cuối cùng sau một cuộc tranh cãi dữ dội tại Phòng Trang phục. Nữ vương Anne qua đời tại Cung điện Kensington vào ngày 1 tháng 8 năm 1714.

### Từ thời Vua George I và Vua George II
Khi Anne qua đời vào năm 1714, tầng lớp quý tộc đã hoảng sợ vì Nữ vương đã chết mà không có vấn đề gì được thay đổi. Không một đứa con nào của bà còn sống đến tuổi trưởng thành. Phải mất một Đạo luật của Quốc hội, được gọi là Đạo luật Dàn xếp (Act of Settlement) năm 1701, để mời người em họ xa là con trai của Sophie của Hannover, người kế vị tiếp theo thay cho Nữ vương Anne là George, Tuyển hầu tước của Hanover trở thành Vua George I.
Sự khởi đầu của triều đại Hannover và một chương mới với những trang đang mở ra cho Cung điện Kensington.

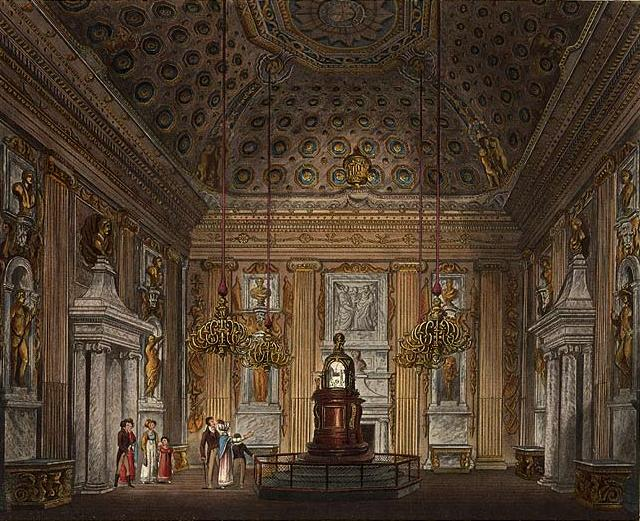
Phòng Cupola, bên trong Cung điện Kensington

George Đệ nhất là người yêu thích Cung điện Kensington, ông đã chi tiêu xa hoa cho các căn hộ hoàng gia mới để xây dựng và cải thiện nó. Trong đó, Cung điện được xây thêm ra ba phòng mới của nhà nước được gọi là Phòng Cơ mật, Phòng Cupola và Phòng khách.
George Đệ nhất chỉ định cho Colen Campbell làm kiến trúc sư trưởng vào năm 1722, thay thế Sir James Thornhill, và William Kent được giao nhiệm vụ trang trí lại cầu thang, các bức tường được sơn bằng kỹ thuật Trompe-l'œil công phu và cùng một số trần nhà.
Từ năm 1722 đến năm 1725, William Kent trở lại để thiết kế Phòng Cupola, nơi có trần nhà hình mái che. Căn phòng xinh đẹp này được sử dụng để làm lễ phục sinh công chúa Alexandra Victoria, con gái duy nhất của Công tước và Nữ công tước xứ Kent. Victoria sinh vào tháng 5 năm 1819 và sống tại Cung điện Kensington với Mẹ của mình, Nữ công tước Thái hậu cho đến khi bà trở thành Nữ hoàng năm 18 tuổi vào năm 1837.
Vị quân vương trị vì cuối cùng sử dụng Cung điện Kensington là George Đệ nhị, ông đã không thực hiện bất kỳ thay đổi cấu trúc lớn nào đối với cung điện trong thời gian trị vì của mình. Ông thuê Charles Bridgeman để tạo ra một khu vườn mới cho người phối ngẫu của mình là Vương hậu Caroline.
Charles Bridgeman, là người thay thế Henry Wise với tư cách là người làm vườn hoàng gia, ông đã quét sạch những khu vườn đã lỗi thời và thiết kế lại Kensington Gardens, đỉnh điểm còn lại của ông là hồ Serpentine. Sau cái chết của Vương hậu, George II bỏ bê nhiều gian phòng và cung điện rơi vào tình trạng hoang tàn. Vua George Đệ nhị qua đời tại Cung điện Kensington vào ngày 25 tháng 10 năm 1760.

### Từ thời George III đến thế kỷ 19
Tòa nhà đã trải qua nhiều thay đổi đáng kể trong thời kỳ trị vì của George Đệ nhị, và ông là vị vua cuối cùng cư trú tại Cung điện Kensington. George Đệ tam đã chọn nơi ở của mình là Cung điện St. James, Vườn Kew, và Nhà Buckingham.
Cung điện cũng là nơi ở của Công chúa Sophia, cô con gái mù tội nghiệp của George Đệ tam.
Con trai thứ sáu của George III, Hoàng tử Augustus Frederick, Công tước xứ Sussex, được cấp căn hộ ở góc tây nam của Cung điện Kensington vào năm 1805 được gọi là Căn hộ 1. Công tước xứ Sussex, trong khi cư ngụ tại các căn hộ ở đây, đã từng tiếp đãi bạn bè của mình một cách hiếu khách. Ông đã gây ra khá nhiều tai tiếng khi kết hôn hai lần trái với Đạo luật Hôn nhân Hoàng gia 1772, vì nó chưa được nhà vua chấp thuận. Người vợ thứ hai của ông, Lady Cecilia Letitia Buggin, chưa bao giờ được phong hay công nhận là Nữ công tước xứ Sussex. Tuy nhiên, danh hiệu của bà đã được tạo ra là Nữ công tước Inverness vào năm 1840. Công tước qua đời tại Cung điện Kensington vào năm 1843, và vì ông đã sống quá mức phung phí và nợ nần chồng chất, tài sản của ông bao gồm cả thư viện, đã được bán sau khi ông qua đời. Nữ công tước xứ Inverness tiếp tục cư trú tại Cung điện Kensington cho đến khi bà qua đời vào năm 1873.
Nhưng điều mà Cung điện Kensington được đầu tư với sự quan tâm lớn nhất là trên thực tế nó là nơi ở của Hoàng tử Edward, là Công tước và Nữ công tước xứ Kent và Strathearn, vào năm 1819. Ông là con trai thứ tư của Vua George III, ông được cấp hai tầng và phòng ở góc đông nam của cung điện.

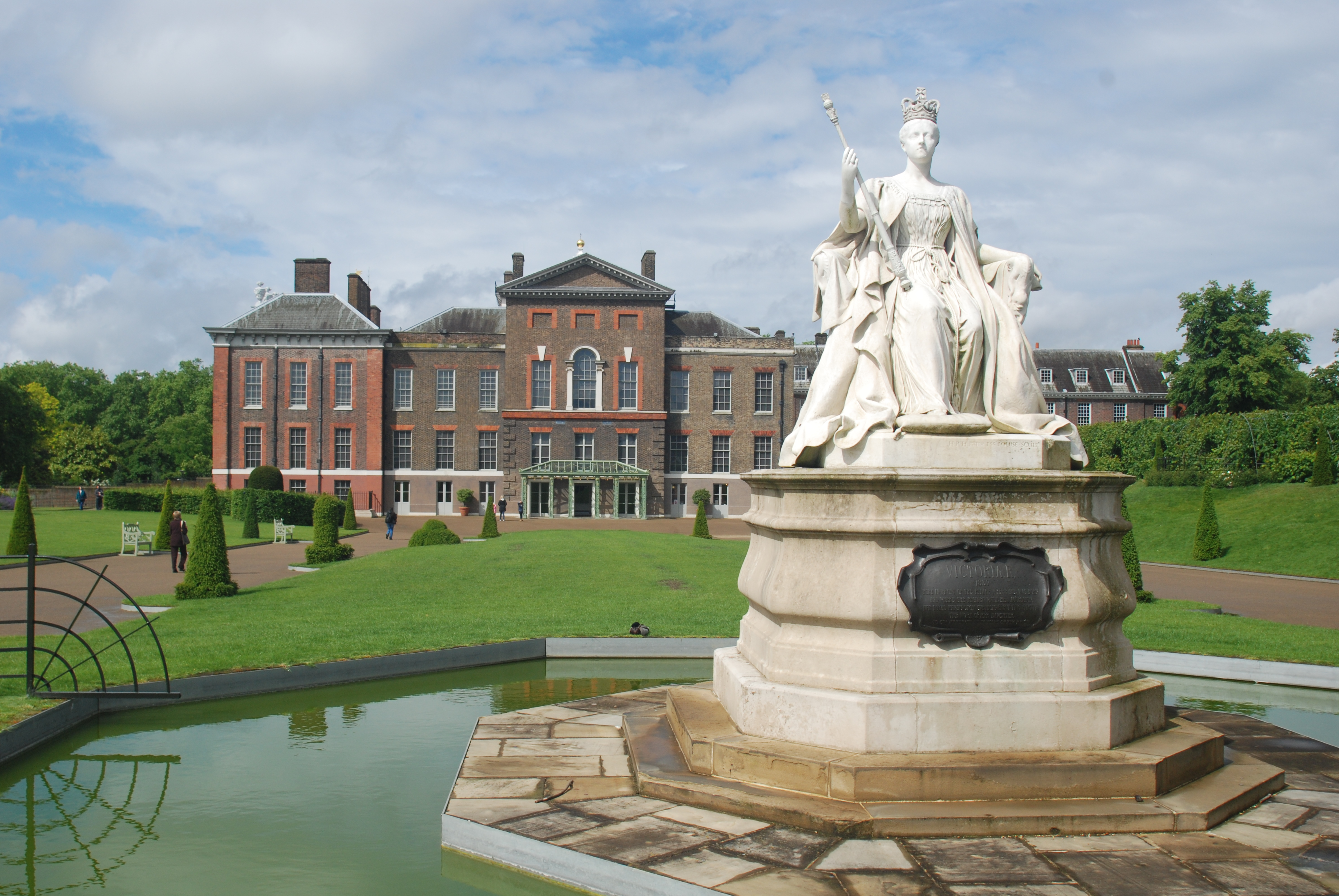
Cung điện Kensington và tượng Victoria của Anh.

Và do đó, Cung điện Kensington cũng là nơi sinh của Victoria của Anh, bà đã ở đây gần như suốt thời thơ ấu. Nữ vương được làm lễ rửa tội vào ngày 24 tháng 5 năm 1819, trong phòng tiệc lớn của cung điện với tên là Alexandrina Victoria. Người ta tin rằng Công tước xứ Kent muốn đặt tên cho đứa con của mình là Elizabeth, một cái tên phổ biến với người dân Anh. Nhưng Hoàng tử nhiếp chính, người không tử tế với người anh em của mình, đã cho lưu ý rằng ông nên đích thân là cha đỡ đầu, còn Hoàng đế của Nga là một người khác.
Tại buổi lễ rửa tội, khi được Tổng giám mục Canterbury yêu cầu đặt tên cho đứa trẻ sơ sinh, Hoàng tử nhiếp chính chỉ đặt tên cho đứa trẻ là 'Alexandrina;' nhưng công tước xứ Kent yêu cầu có thể thêm một tên khác nữa. Nữ hoàng, khi lên ngôi, đã ra lệnh rằng chỉ nên tôn xưng bà là 'Victoria'.
Tuy nhiên, cái chết của Vua William Đệ tứ xảy ra rất nhanh sau đó đã chấm dứt ý tưởng này. Vào ngày 20 tháng 6 sau đó, chỉ một tháng sau khi đạt được đa số đồng thuận, và khi còn là một cô gái mười tám tuổi, Victoria đã được chờ đợi ở đây vào sáng sớm bởi Tổng giám mục Canterbury, khi đó ông là Lãnh chúa Chamberlain, Hầu tước của Conyngham, để nhận tin bà trở thành Nữ vương Anh.
Victoria của Anh nhanh chóng chuyển đến Cung điện Buckingham, nhưng bà đã cấp các phòng trong Cung điện Kensington cho gia đình và các thuộc hạ đã nghỉ hưu, bao gồm Công tước và Nữ công tước xứ Teck, cha mẹ của Nữ hoàng Mary (bà của Victoria của Anh), người được sinh ra tại Cung điện Kensington vào ngày 26 tháng 5 năm 1867.

## Kiến trúc

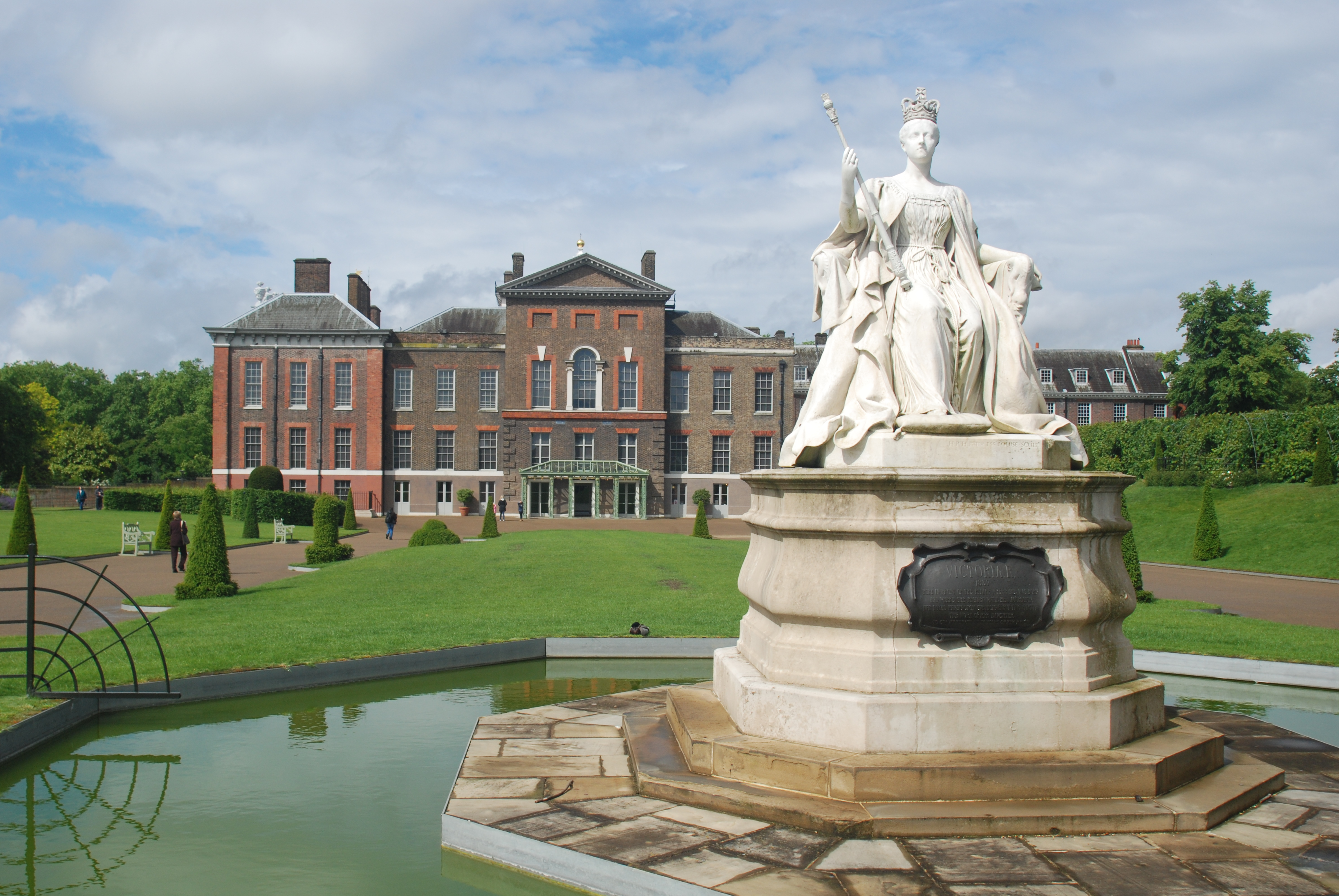
Cung điện Kensington và tượng Victoria của Anh.

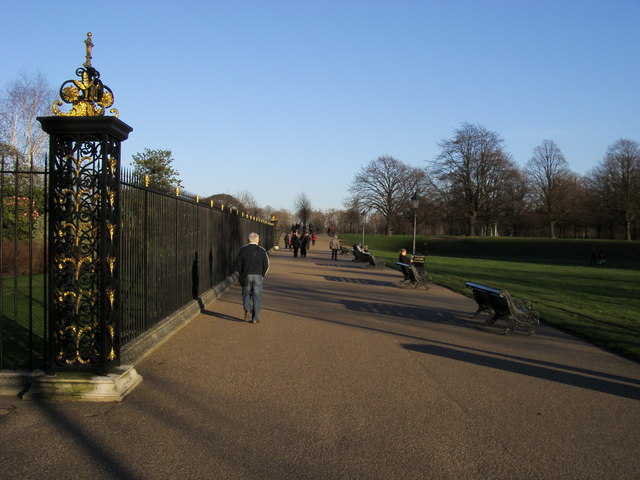
Các lan can rào sắt phía Nam của Cung điện Kensington nhìn phía Vườn Kensington.

Lối vào cung điện có khung sắt uốn và mái lợp kính. Đây là một trong những phần bổ sung mới cho cung điện 20 phòng này. Trước lối vào tham quan là bức tượng Victoria của Anh (1837-1901), được tạc bởi con gái của bà, là Công chúa Louise (1848-1939). Các phòng tiếp tân trong cung điện nổi bật với những bức tranh vẽ trên tường thời Phục Hưng, những đồ gốm sứ và đồ tạo tác Á Đông. Hàng trăm binh sĩ đứng dưới tượng vua William III trị vì những năm 1695 biểu tượng cho người bảo vệ Tháp London được tái hiện sinh động trong một căn phòng rộng. Trần nhà dạ quang 4 km dây điện phát quang và mô phỏng viễn đăng đen trang trí theo phong cách hoàng gia.

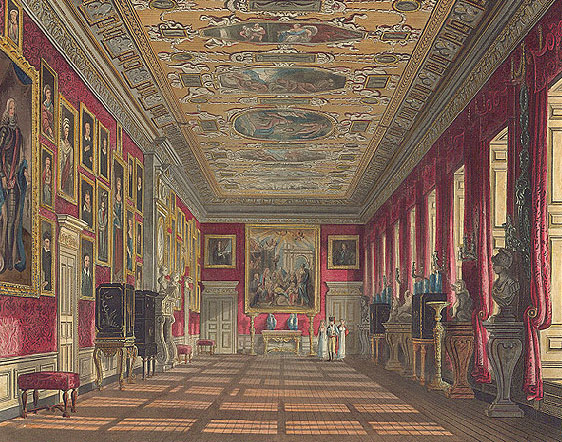
Phòng trưng bày của Nhà vua tại Cung điện Kensington, từ Lịch sử Khu dân cư Hoàng gia của W.H. Pyne.

Phòng Đỏ là phòng trưng bày tại tầng một, mô tả cuộc sống Victoria của Anh. Đây là nơi Nữ hoàng tổ chức cuộc họp chính thức đầu tiên khi mới 18 tuổi. Đồ nội thất trong phòng được giữ nguyên bản, căn phòng trưng bày chiếc áo của Nữ hoàng và các văn kiện bà đặt chữ ký đầu tiên trên cương vị Nữ hoàng.
Phòng Tình yêu là nơi tưởng nhớ tình yêu của Victoria của Anh và Hoàng tử Albert. Chiếc váy cưới của Nữ hoàng và nữ trang do chồng bà thiết kế được trưng bày tại đây.
Phòng Tang chế trưng bày tang phục từ thời Victoria sau khi Hoàng tử Albert (1819-1861) qua đời. Ngay chính giữa phòng là chiếc tủ để đồ tang của Victoria của Anh, hoàng tử Leopold (1853-1884) và công chúa Beatrice (1857-1944) khi còn nhỏ.

### Nhà Orangery

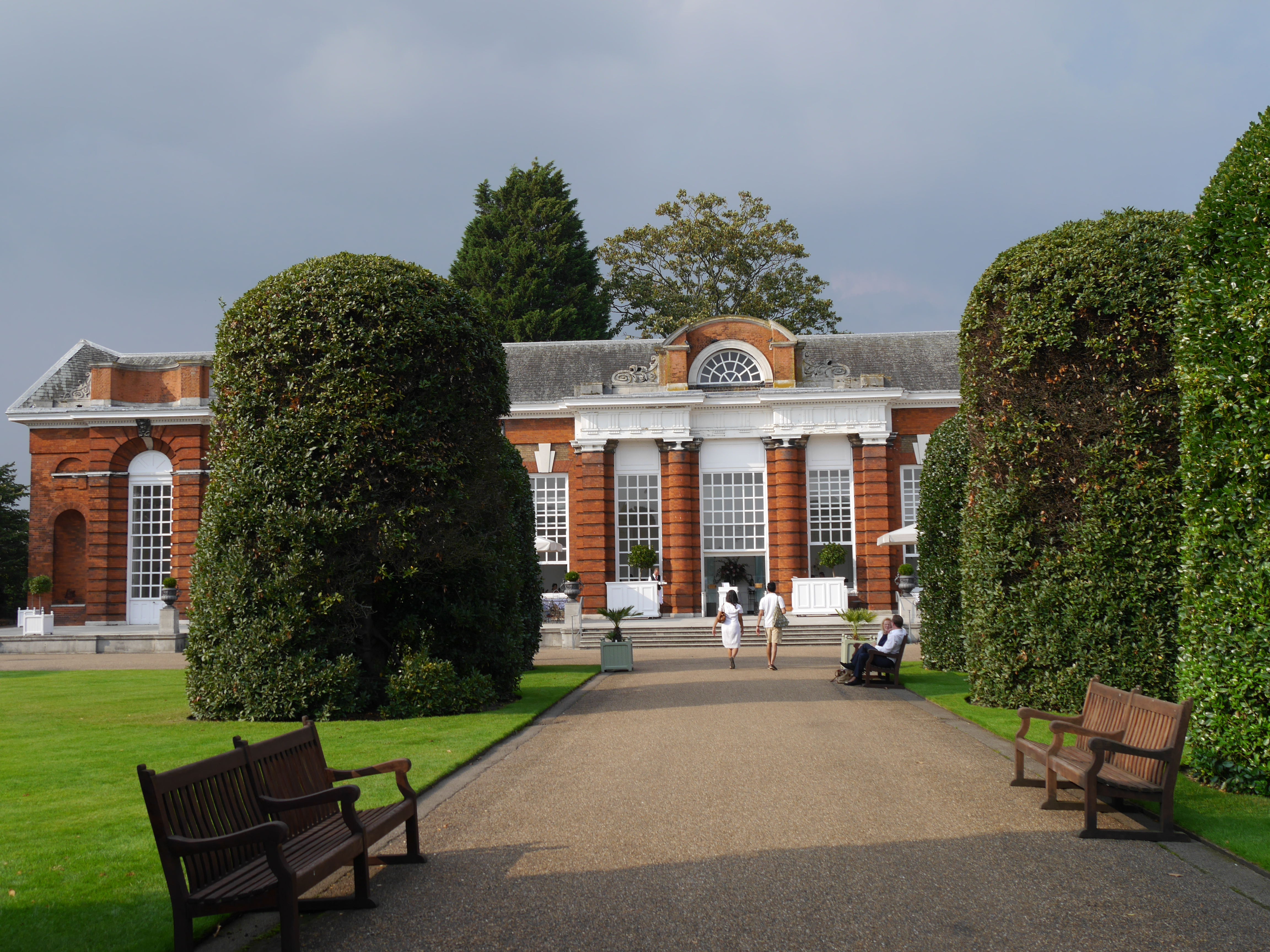
Cung điện Kensington Orangery

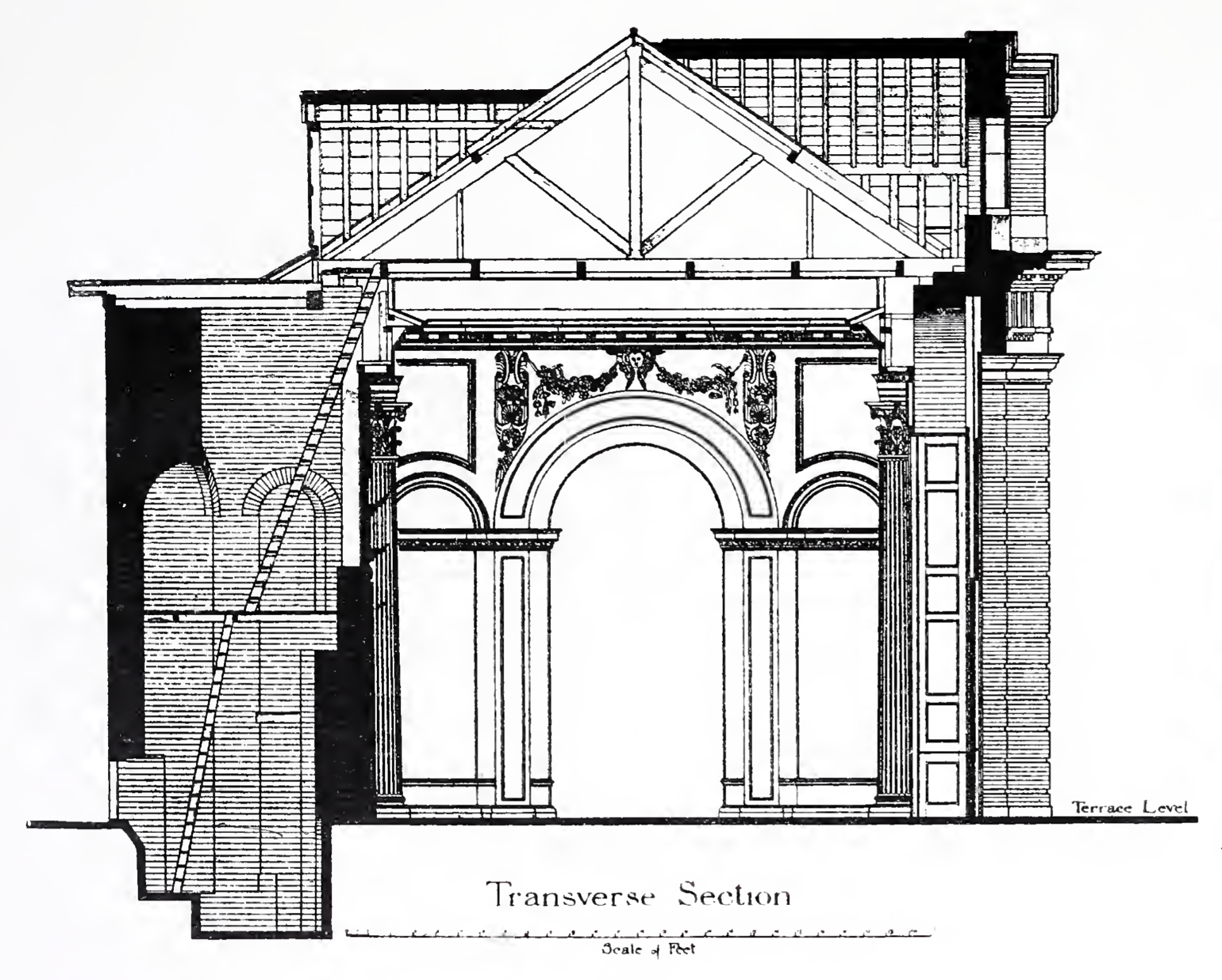
Sơ đồ mặt cắt của Orangery

Orangery là một ngôi nhà được xây dựng theo lối kiến trúc Baroque, nằm bên cạnh Cung điện Kensington trong khuôn viên Vườn Kensington, ngôi nhà được xây dựng vào năm 1704-05 cho em gái của Mary, là Anne, người đã trở thành Nữ hoàng khi William qua đời. Anne sử dụng Kensington để giải trí và cô ấy tổ chức các bữa tiệc trong nhà Orangery.
Tòa nhà có hệ thống sưởi dưới sàn vào mùa đông, nó được sử dụng như một nhà kính cho các loài thực vật mỏng manh. Kiến trúc sư của Orangery được cho là Nicholas Hawksmoor, ông là người phụ trách các công trình của Cung điện Kensington và là người thiết kế sáu nhà thờ mới ở phía đông Luân Đôn.
Ngày nay, khu vực nhà Orangery được thuê sử dụng làm nhà hàng công cộng. Ngoài ra còn có sân hiên bên ngoài để du khách có thể thưởng ngoạn quang cảnh của cung điện và những khu vườn trang nhã của nó.
Cung điện Kensington được liệt kê hạng I vào Danh sách Di tích các tòa nhà Lịch sử nước Anh năm 1969.

## Khu dân cư Hoàng gia

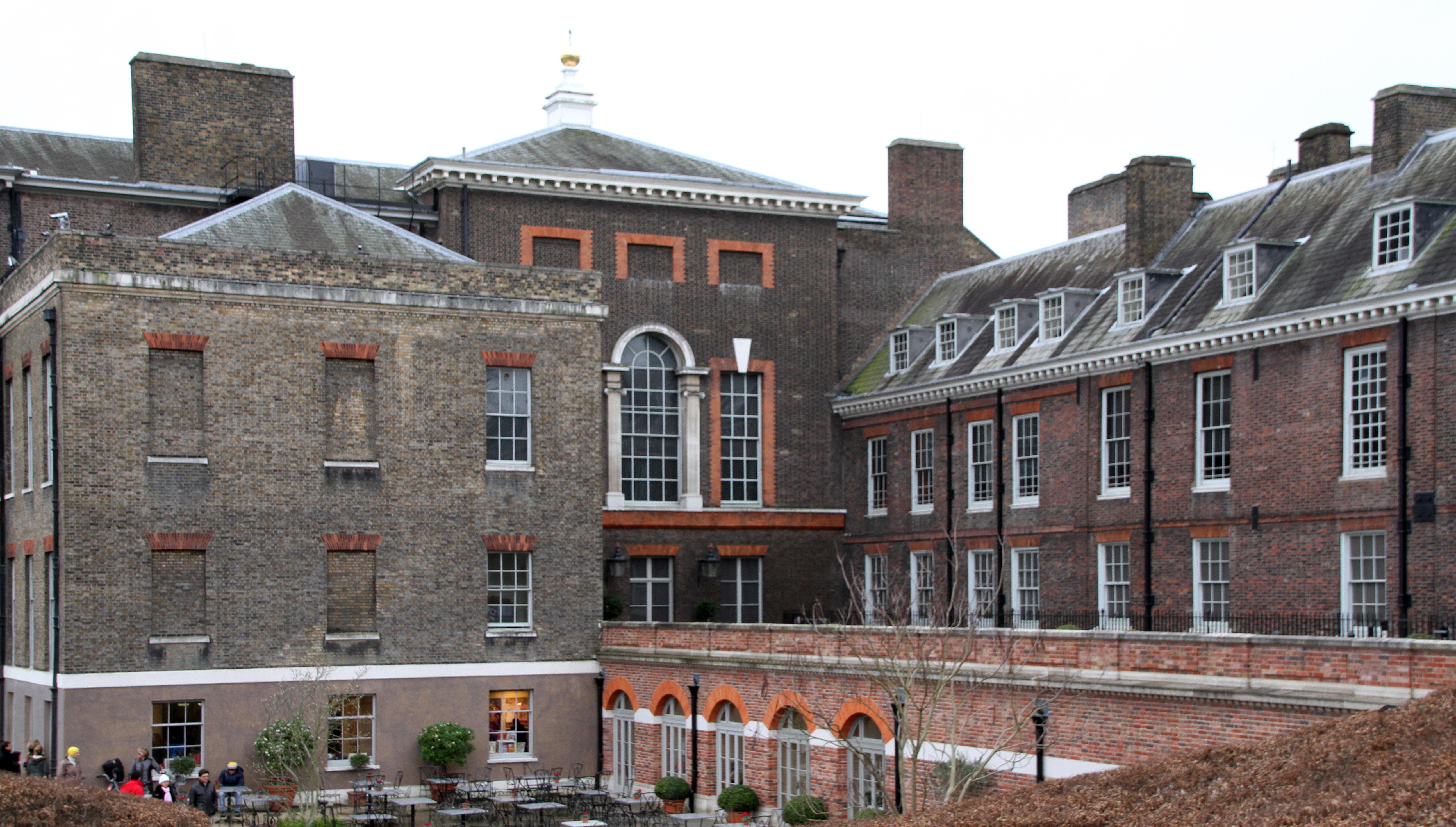
Nhìn từ một phía, cho thấy quán cà phê của du khách bên dưới và bên trên, Khu vực 1A, nơi này được bảo vệ nghiêm ngặt và du khách không được tiếp cận.

Cung điện Kensington tiếp tục đóng vai trò là nơi ở của các hoàng tử và công chúa Anh. Các văn phòng làm việc và khu vực ăn ở riêng trong Cung điện vẫn thuộc trách nhiệm của Royal Household và do Bộ phận Tài sản của Royal Household, một bộ phận tập thể hỗ trợ các thành viên của Vương thất Anh duy trì.
Sau đám cưới của Vương nữ Margaret của Liên hiệp Anh, là em gái của Nữ vương Elizabeth II và Bá tước Snowdon vào ngày 6 tháng 5 năm 1960; họ chuyển đến Căn hộ số 10, mà Vương nữ Margaret gọi là "ngôi nhà của búp bê", đã bị bỏ trống bởi cái chết của Hầu tước Carisbrooke, là con trai cả của Công chúa Beatrice, con gái út của Victoria của Anh. Sau đó, họ bắt đầu chuyển đổi Căn hộ 1A lớn hơn nhiều sang một thiết kế mới.
Vương tôn và Vương phi Michael xứ Kent đã vướng vào hàng loạt vấn đề tranh cãi khi người ta phát hiện ra Nữ vương Elizabeth II đã chi trả phần lớn tiền thuê nhà của họ kể từ khi họ chuyển đến cung điện vào năm 2002. Họ sống trong cung điện từ năm 1979, sau khi kết hôn. Năm 2010, có thông báo từ phía Hoàng gia rằng họ sẽ phải bắt đầu trả toàn bộ mức phí 120.000 bảng Anh nếu họ muốn tiếp tục ở lại trong căn hộ.
Năm 1996, anh trai của Vương tôn Michael, là Vương tôn Edward, Công tước xứ Kent cùng vợ Katharine chuyển đến Wren House trong khuôn viên Cung điện Kensington. Đây cũng là nơi ở chính thức của William và Catherine, Công tước phu nhân xứ Cambridge, sau sự ra đời của cậu con trai đầu lòng là Vường tằng tôn George. Nhưng khi Charlotte sinh ra ở Cambridge, các công tước chuyển đến Anmer Hall trước đó.
Vào tháng 4 năm 2018, Vương tôn nữ Eugenie chuyển nhà từ Cung điện St. James đến Ivy Cottage trong khuôn viên tại Cung điện Kensington. Cô sống ở đó với chồng Jack Brooksbank cho đến tháng 11 năm 2020.

## Điểm tham quan

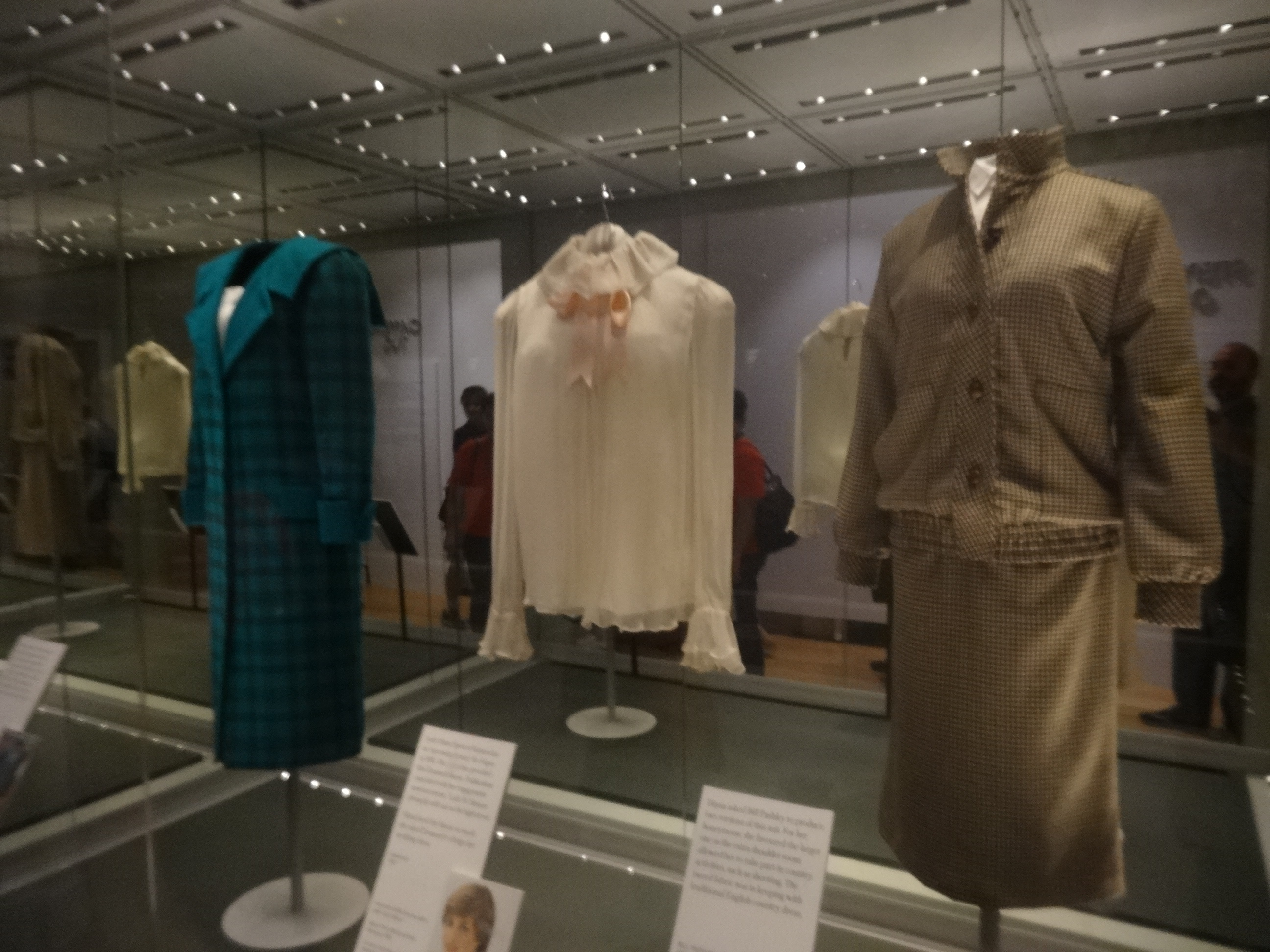
Triển lãm trang phục của Công nương Diana tại Cung điện Kensington.

Hiện tại, Cung điện Kensington vẫn phục vụ hai mục đích. Ngoài việc là nơi ở chính thức của một số thành viên hoàng gia được chọn, những người sống trong các căn hộ trong cung điện và những ngôi nhà trong khuôn viên, nó mở cửa phục vụ cho công chúng như một bảo tàng.
Vườn Sunken được trồng vào năm 1908, mô phỏng một khu vườn tương tự ở cung điện Hampton Court. Khu vườn có bậc thang hoa trang trí, bao quanh một chiếc ao có vòi phun được hình thành từ các bể nước từng được sử dụng vào thế kỷ 18. Ngày nay, khu vườn vẫn có truyền thống trưng bày hoa vào mùa xuân và mùa hè.